# سيروس

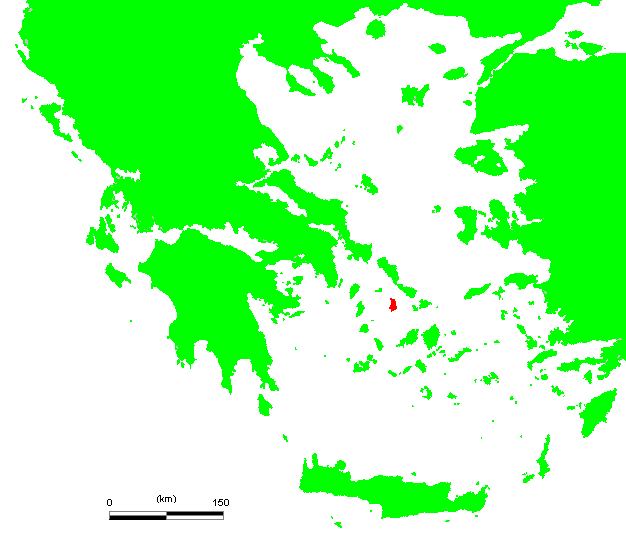
موقع جزيرة سيروس

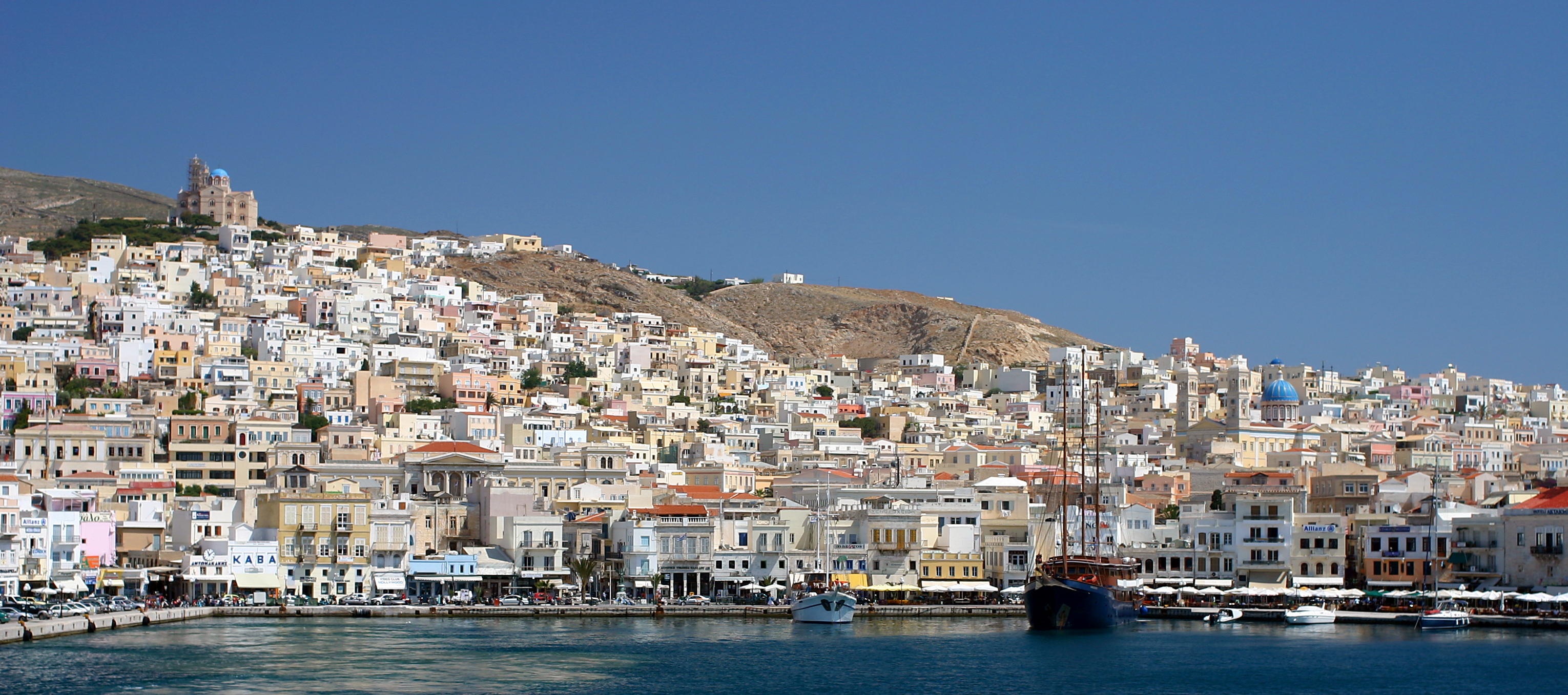
مدينة هرموبوليس عاصمة جزيرة سيروس

سيروس جزيرة يونانية في بحر إيجه مساحتها حوالي 194 كيلو متر مربع وعدد سكانها 19 ألف و 782 نسمة (2001) وهي إحدى جزر مجموعة كيكلادس. عاصمتها هرموبوليس. نزح إلى الجزيرة آلاف اليونانيين في حرب استقلال اليونان. كان لها أهمية تجارية كبيرة في أواسط القرن 19.

## أعلام
- ستاماتا ريفيثي